# Parná
Die Parná ist ein 37,9 km langer Fluss in der Westslowakei.
Sie entspringt in den Kleinen Karpaten im Massiv des Bergs Vápenná östlich von Sološnica auf einer Höhe von ca. 560 m n.m. und fließt zuerst ostwärts durch das Gebirge, bis sie den Stausee Horné Orešany südlich von Lošonec erreicht. Unterhalb der Staumauer, in Horné Orešany, wendet sich der Fluss nach Süden, bevor er dann in ungefähr südsüdöstlicher Richtung fließt und nun im Hügelland Trnavská pahorkatina verläuft. Auf der weiteren Strecke passiert die Parná die Orte Košolná, Suchá nad Parnou und Zvončín, zwischen Biely Kostol und Trnava speist sie linksseitig das Teichsystem Trnavské rybníky. Hinter dem Teichsystem werden noch die Orte Hrnčiarovce nad Parnou und Zeleneč erreicht, bevor der Fluss in die Trnávka mündet.